# الجوهرة بنت مساعد بن جلوي آل سعود
الأميرة الجوهرة بنت مساعد بن جلوي آل سعود ، (توفيت سنة 1919 بالرياض)، هي إحدى زوجات الملك عبد العزيز، وأم الملك خالد وهو الملك الرابع للمملكة العربية السعودية.

## حياتها
الجوهرة هي ابنة مساعد بن جلوي بن تركي آل سعود ابن أخ فيصل بن تركي آل سعود. أمها هي حصه بن عبد الله بن تركي آل سعود، وأخاها هو عبد العزيز بن مساعد آل سعود وهو واحد من الحكام السابقين لمنطقة حائل.

## الزواج
الجوهرة هي أرملة سعد الأول بن عبد الرحمن بن فيصل آل سعود.
تزوجت بعدها بالملك عبد العزيز آل سعود سنة 1908 وهي الزوجة الرابعة له، وأنجبت منه الأمير محمد بن عبد العزيز آل سعود، و الملك خالد بن عبد العزيز آل سعود، والأميرة العنود بنت عبد العزيز آل سعود.

## الحياة الأجتماعية
- كان للجوهرة مكانة لدى الملك عبد العزيز، وقد أنجبت لهُ ثلاثة أبناء: محمد، وخالد، والعنود
- عُرف عن الجوهرة حُب الخير حتى أنها أوقفت كتاباً على طلبة العلم وهو الترغيب والترهيب من الحديث للإمام زكي الدين عبد العظيم بن عبد القوي المنذري (الجزء الأول) ونص الوقف كالتالي:«قد أوقفت هذا الكتاب الفقيرة إلى الله الجوهرة بنت مساعد بن جلوي لوجه الله تعالى ورجاء لثوابه على طلبة العلم، ومن كان عنده فلا يحبسه ولا يمنع من أراد القراءة فيه ويتحفظ عليه من الخلل، فمن بدله بعدما سمعه فإنما إثمه على الذين يبدلونه إن الله سميع عليم، وصلى الله على محمد وآله وصحبه وسلم، حرر سنة 1337هـ».[10]
- كان للجوهرة اهتمام بالفروسية، مما دفعها ذلك إلى تشجيعها للأمراء الشباب بضرورة مزاولتها مدركة أن العلم المقترن بالقوة والفروسية.[11]

## الوفاة
توفيت الأميرة الجوهرة بنت مساعد بن جلوي آل سعود في الرياض سنة 1919 بسبب جائحة إنفلونزا، التي تسببت في وفاة الأمير تركي الأول بن عبد العزيز آل سعود وهو الإبن الأكبر للملك عبد العزيز آل سعود. بعدها تم غلق غرفتها الخاصة في القصر ولم يسمح بأي شخص بدخولها بإسثناء أخت الملك عبد العزيز آل سعود نورة بنت عبد الرحمن بن فيصل آل سعود. يقال أن وفاة الجوهرة جعلت الملك عبد العزيز حزينا ومدمرا وكئيبا حتى أنه بكى.

## انظر ايضاً
- عبدالعزيز آل سعود
- الجوهرة بنت فيصل بن تركي آل سعود